# クエンセル
クエンセル（ゾンカ語: ཀུན་གསལ།, チベット文字;’’kun gsal’’, 英語: Kuensel）はブータン最大の新聞。名称はゾンカ語およびチベット古典文語で「一切を明らかにする」の意。
1967年に官報として創刊され、1986年には国語であるゾンカ語、公用語である英語、そしてネパール語で発行される週刊新聞となった。
1992年に民営化されたが、その後も引き続き政府の支援を受けている。
1996年には紙面数が拡張され、ゾンカ語版と英語版は12面から16面に、ネパール語版は8面から12面になった。